# Krzysztof Tyszkiewicz (polityk)
Krzysztof Adam Tyszkiewicz (ur. 19 marca 1980 w Warszawie) – polski polityk i samorządowiec, poseł na Sejm VI kadencji.

## Życiorys
Od urodzenia mieszkaniec warszawskiej dzielnicy Bemowo. Uzyskał wykształcenie średnie ogólne, już w trakcie kadencji Sejmu podjął dwa kierunki studiów.
W latach 2002–2006 sprawował mandat radnego dzielnicy Bemowo. W 2006 został radnym m. st. Warszawy z listy Platformy Obywatelskiej. W radzie pełnił funkcję wiceprzewodniczącego Komisji Infrastruktury i Inwestycji oraz sekretarza klubu radnych PO. W 2001 dołączył do Platformy Obywatelskiej. W 2007 został przewodniczącym warszawskiego koła Towarzystwa Przyjaciół Lasu. W latach 2001–2004 przewodniczył regionowi mazowieckiemu Stowarzyszenia „Młodzi Demokraci”. W 2001 i 2005 kandydował bez powodzenia do Sejmu.
W wyborach parlamentarnych w 2007 uzyskał mandat poselski z listy PO. Kandydując w okręgu warszawskim, otrzymał 3330 głosów. W 2011 nie ubiegał się o reelekcję.